# Anillas

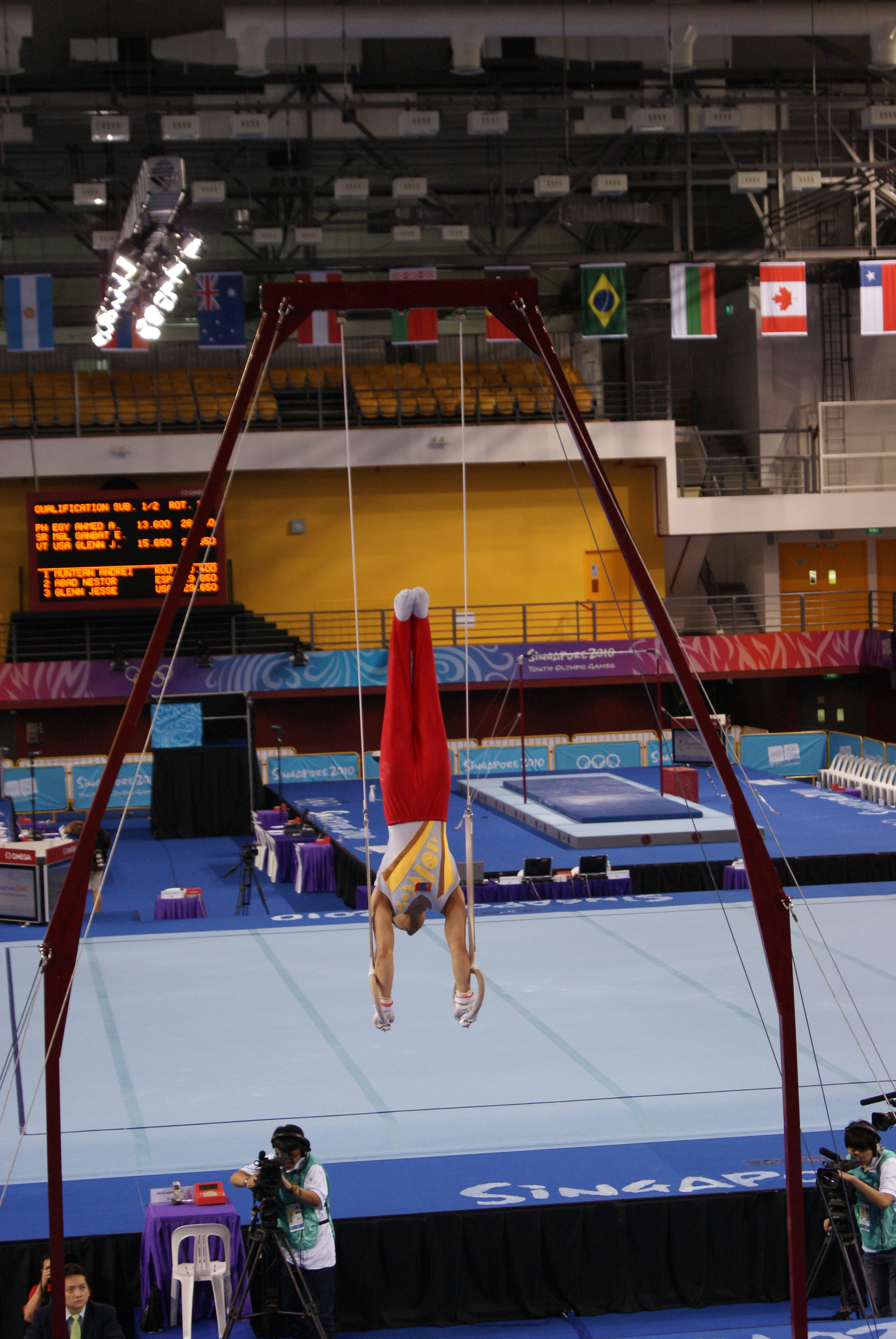
Gimnasta durante la realización de un ejercicio de anillas.

Las anillas son una de las disciplinas o aparatos que conforman el circuito de gimnasia artística en las competiciones masculinas de este deporte. Consiste en realizar acrobacias en un aparato de 5,75 metros, de donde cuelgan dos anillas de 18 centímetros, a 2,57 metros del suelo, separadas por 50 centímetros.
Las partes del ejercicio a realizar reciben el nombre de elementos; algunos son el cristo, la cruz invertida y la plancha. Los nombres describen la forma del cuerpo que se debe mantener con la mayor estabilidad posible. Por ejemplo, la plancha es una posición recta del cuerpo, paralela al suelo y por encima de las anillas. Para que un elemento sea puntuado como realizado debe ser mantenido durante al menos dos segundos. 
El jurado valora el control del aparato y la dificultad de los elementos de la coreografía. Cuanto menos tiemble la estructura de la que penden las anillas, mejor será la puntuación de la ejecución del gimnasta. Además se valora la caída, temblorosa o seca.
Se utilizan los abdominales, pectorales, brazos, etc., además del control físico-mental y el equilibrio.

### Modalidades masculinas
- Caballo con arcos
- Barras paralelas
- Barra fija
- Salto
- Suelo

### Modalidades femeninas
- Salto
- Barras asimétricas
- Barra de equilibrio
- Suelo

### Instituciones
- Federación Internacional de Gimnasia
- Unión Europea de Gimnasia
- Campeonato Mundial de Gimnasia
- Campeonato Europeo de Gimnasia